# Jura de Santa Gadea

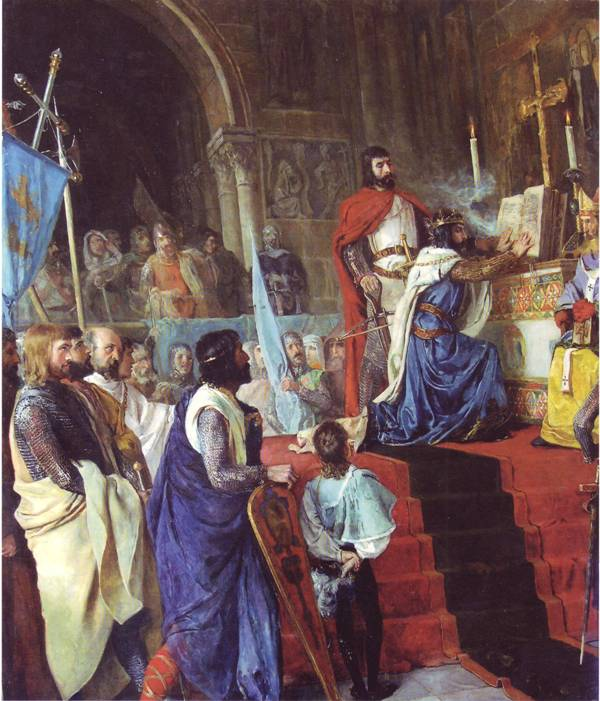
La Jura de Santa Gadea, de Armando Menocal. 1887. (Ayuntamiento de Alfafar).

La Jura de Santa Gadea es una leyenda medieval transmitida por el Romance de la Jura de Santa Gadea, en la que se narra el juramento que supuestamente hubo de prestar el rey Alfonso VI de León en la iglesia de Santa Gadea de Burgos, a finales del año 1072, a fin de demostrar que no había tomado parte en el asesinato de su propio hermano, el rey Sancho II de Castilla, quien había sido asesinado durante el Cerco de Zamora, que se hallaba en manos de su hermana la infanta Urraca.

## La leyenda
El relato difundido por la tradición cuenta que Rodrigo Díaz de Vivar, el Cid Campeador, obligó a Alfonso VI, rey de León, de Galicia y de Castilla, a jurar que no había tomado parte en el asesinato de su propio hermano, el rey Sancho II, quien fue asesinado ante los muros de la ciudad de Zamora en el año 1072, ciudad que se hallaba en manos de su hermana, la infanta Urraca, que protegía los intereses de su hermano Alfonso, quien se hallaba refugiado en la Taifa de Toledo.
Según la tradición, el juramento que hubo de prestar Alfonso VI tuvo lugar en la iglesia de Santa Gadea de la ciudad de Burgos, a finales del año 1072.

## Mito medieval
La historiografía y los estudios de literatura afirman que este hecho nunca tuvo lugar y que es un mito creado en el siglo XIII, alrededor del año 1236, tras la unión definitiva de los reinos de Castilla y de León en la persona de Fernando III el Santo, hijo de Alfonso IX:

No hubo, pues, juramentos en la iglesia de Santa Gadea; ni enemistad del Rey ni destierro por este motivo. Esas son leyendas elaboradas en épocas más tardías. Al revés, en un principio, el Cid gozó de la amistad y el favor del Rey más que ningún otro noble de la Corte: le colmó de privilegios, le casó con una sobrina suya, doña Jimena, fue delegado del Rey en varios juicios, aparte de otras consideraciones.
Timoteo Riaño Rodríguez. Cantar del Mío Cid 3. Texto Modernizado, pág. 5.

Obligando al rey a prestar juramento en público, el Cid se convertía en representante de los derechos de los castellanos, quienes no sentían demasiada simpatía por Alfonso, al tiempo que pasaba a ser paladín de la verdad, de la justicia y del bien común.
No será hasta el último tercio del siglo XIII cuando la leyenda adquiera el relieve y los detalles con que pasó a formar parte de las crónicas y el romancero, y de ahí al teatro del Siglo de Oro, con su inclusión en la Leyenda de Cardeña que fue introducida en la Estoria de España alfonsí hacia 1270. En los últimos años hay más estudios sobre este hecho que pudo tener lugar en la iglesia de Santiago de los Caballeros de Zamora y no en la ciudad de Burgos como ha sostenido la tradición en base únicamente al Romancero.

## La Jura de Santa Gadea en el cine

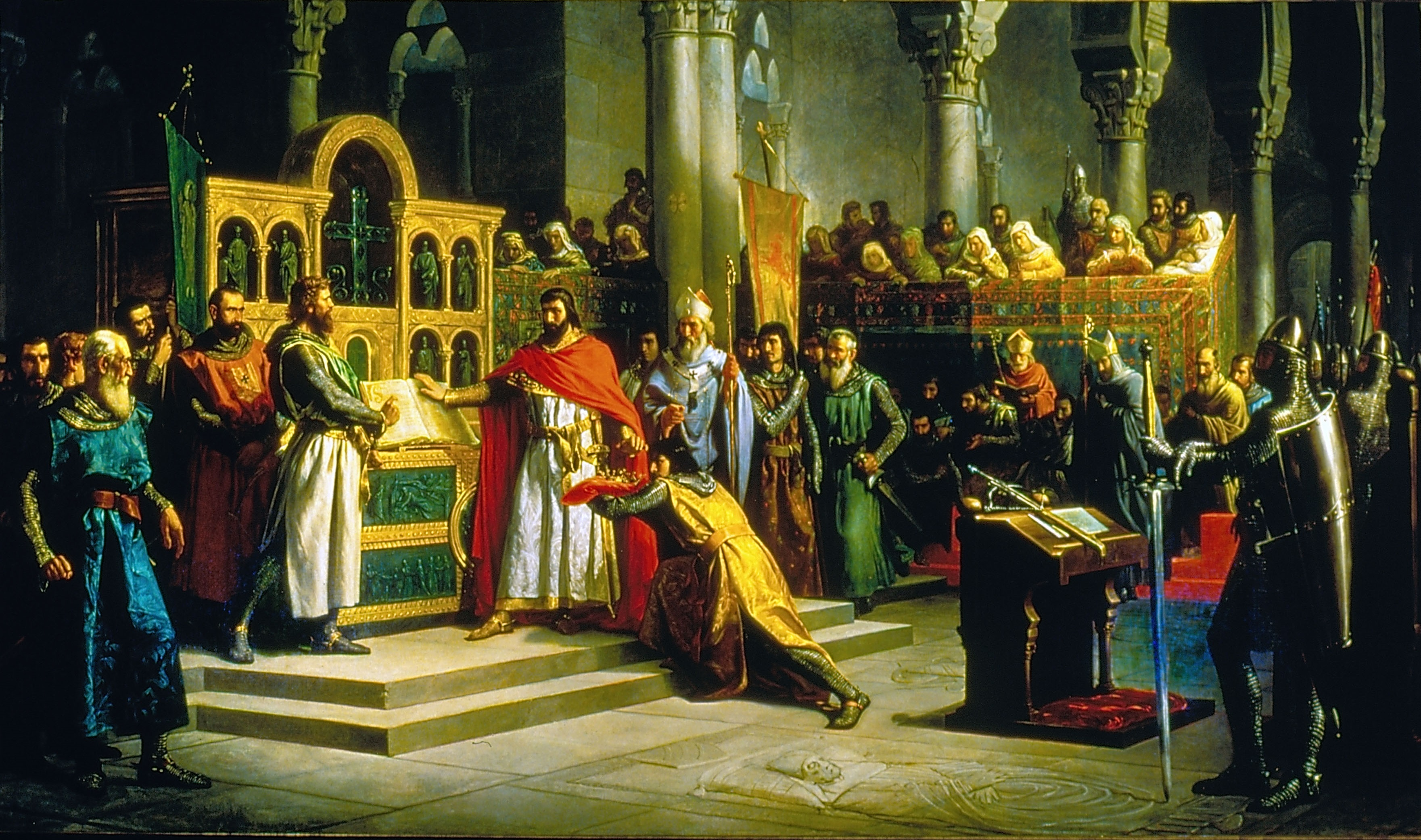
Jura de Santa Gadea, de Marcos Hiráldez de Acosta. 1864. (Palacio del Senado de España, Madrid).

En la película El Cid, rodada en el año 1961 y protagonizada por Charlton Heston, en el papel del Cid Campeador, y Sophia Loren en el de Doña Jimena, aparece el siguiente diálogo en la escena de la Jura de Santa Gadea, entre el rey Alfonso VI y el Cid:

REY ALFONSO: Rodrigo Díaz de Vivar, llamado el Cid, ¿por qué vos os negáis a mostrarme fidelidad?

EL CID: Señor, todos los aquí presentes, aunque no se atrevan a decirlo, abrigan la sospecha de que habéis tramado la muerte de vuestro propio hermano. A menos que probéis vuestra inocencia, nunca podréis contar con súbditos leales, y la duda destrozará vuestro reino, y en tanto sea así no puedo juraros fidelidad, ni aceptaros como soberano.

REY ALFONSO: ¿Cómo queréis que os demuestre mi inocencia?

EL CID: Jurando sobre las Sagradas Escrituras.

REY ALFONSO: ¿Os atrevéis a decirme que jure?

EL CID: Señor, os lo estoy diciendo.

REY ALFONSO: Está bien.

EL CID: ¿Juráis no haber ordenado la muerte del rey Don Sancho ni haber participado directamente en ella?

REY ALFONSO: Lo juro ante Dios.

EL CID: ¿Juráis igualmente que jamás habéis aconsejado que se le quitara la vida al rey Don Sancho?

REY ALFONSO: Lo juro también.

EL CID: ¿Y también juráis que no fuisteis el que proyectó la muerte del rey Don Sancho, ni teníais intención de hacerlo?

REY ALFONSO: Lo juro.

EL CID: Si hubierais jurado en falso, permita Dios que muráis del mismo modo que vuestro hermano, apuñalado por la espalda por mano de un traidor. Decid amén.

REY ALFONSO: Lleváis las cosas demasiado lejos, Rodrigo.

EL CID: Decid amén.

REY ALFONSO: Amén.